# Lee Hendrie
Andrew Lee Hendrie (sinh ngày 18 tháng năm 1977) là một cựu cầu thủ bóng đá người Anh. Mặc dù vậy thời kỳ huy hoàng nhất trong sự nghiệp của anh là thời gian chơi bóng tại giải ngoại hạng Anh (Premier League) dưới màu áo của Aston Villa. Anh cũng từng chơi cho đội tuyển U21 Anh và có 01 suất chơi cho đội tuyển Anh vào năm 1998.
Anh cũng từng được coi là một tài năng trẻ của giải ngoại hạng Anh nhưng đã sớm gây thất vọng cho người hâm mộ và giới chuyên môn. Tại sân Villa Park trước đây, anh cùng với G. Barry được mô tả như những ngôi sao lớn của bóng đá Anh trong tương lai. Lee Henrie từng được ra sân trong màu áo đội tuyển quốc gia khi mới 20 tuổi nhưng đó cũng là lần duy nhất anh được gọi lên tuyển.

## Sự nghiệp
Lee Hendrie là con trai của cựu cầu thủ bóng đá chuyên nghiệp người Scotland là Paul Hendrie. Paul Hendrie chuyển đến nước Anh vào tháng 3 năm 1972 để gia nhập câu lạc bộ Birmingham City. Lee Hendrie đã được sinh ra ở thành phố Birmingham vào ngày 18 tháng năm 1977. em trai của Lee, Stuart Hendrie, cũng là một cầu thủ bóng đá chuyên nghiệp đang chơi cho câu lạc bộ Morecambe. Lee Hendie cũng có một người anh em họ là cầu thủ bóng đá chuyên nghiệp người Scotland, John Hendrie.
Trong sự nghiệp của mình anh đã đá cho câu lạc bộ Aston Villa. Lee Hendrie gắn bó với sân Villa Park từ năm 1995 đến 2007 và liên tục đóng vai trò trụ cột tại Aston Villa. sau đó chơi cho Stoke City trong một bản hợp đồng cho mượn, sau đó anh sang Sheffield United với một hợp đồng 03 năm theo dạng chuyển nhượng tự do vào năm 2007 và sau đó lại chơi cho Leicester City trong một hợp đồng cho mượn và rồi tháng 11 năm 2008 anh gia nhập Blackpool cũng theo một hợp đồng cho mượn đến tháng 01 năm 2009 và đến tháng 9 năm 2009, Lee Hendrie tham gia Derby County trong một hợp đồng hoán đổi với Jordan Stewart, tiếp đến anh gia nhập Bradford City và vào năm 2011, anh chơi cho Bandung, một câu lạc bộ ở giải vô địch quốc gia Indonesia theo bản hợp đồng có thời hạn 2 năm. Cầu thủ 33 tuổi này đến theo luật Bosman khi anh đã hết hạn hợp đồng với Bradford City.

## Chuyện gia đình
Trong sự nghiệp thi đấu của mình anh cũng vướng vào một vụ bê bối về gia đình và anh đã quyết định chuyển đến sống với người tình 19 tuổi Emma Cheal và ly dị với người vợ Becky Hendrie. Theo tin của báo chí thì Becky Hendrie phát hiện ra mối tình tay ba này chỉ vài tiếng sau khi cô và Lee Hendrie cử hành hôn lễ. Ngay trong bữa tiệc cưới với chi phí lên đến 60.000 bảng, Becky phát hiện anh đang tán tỉnh Emma. Cặp vợ chồng mới cưới lập tức hủy chuyến trăng mặt 12.000 bảng ở Mauritius, và anh tuyên bố ra ở với bạn bè. Sau đó, Becky Hendrie phát hiện anh đã dọn đến sống với Emma. Điều đáng lưu ý là Lee Hendrie và Becky quen nhau từ năm 16 tuổi, và đã có với nhau hai con: Maizie 5 tuổi, và Tallulah 1 tuổi. Sau đó anh cầu hôn Becky và làm lễ cưới tại Swinfen Hall, gần Lichfield ở Staffordshire. Lee Hendrie theo Luật thì sẽ phải bồi thường cho Becky 1,6 triệu bảng khi hai người ra tòa ly dị.

## Thống kê thành tích
| Thành tích cấp CLB  | Thành tích cấp CLB     | Thành tích cấp CLB    | Giải vô địch | Giải vô địch | Cúp quốc gia    | Cúp quốc gia    | Cúp liên đoàn | Cúp liên đoàn | Cúp châu lục | Cúp châu lục | Tổng cộng | Tổng cộng |
| Mùa giải            | CLB                    | Giải vô địch          | Trận         | Bàn          | Trận            | Bàn             | Trận          | Bàn           | Trận         | Bàn          | Trận      | Bàn       |
| Anh                 | Anh                    | Anh                   | Giải vô địch | Giải vô địch | Cúp FA          | Cúp FA          | Cúp Liên đoàn | Cúp Liên đoàn | Châu Âu      | Châu Âu      | Tổng cộng | Tổng cộng |
| ------------------- | ---------------------- | --------------------- | ------------ | ------------ | --------------- | --------------- | ------------- | ------------- | ------------ | ------------ | --------- | --------- |
| 1995–96             | Aston Villa            | Premier League        | 3            | 0            | -               | -               | -             | -             | -            | -            | 3         | 0         |
| 1996–97             | Aston Villa            | Premier League        | 4            | 0            | 3               | 0               | -             | -             | -            | -            | 7         | 0         |
| 1997–98             | Aston Villa            | Premier League        | 17           | 3            | 4               | 0               | -             | -             | 3            | 0            | 24        | 3         |
| 1998–99             | Aston Villa            | Premier League        | 32           | 3            | 2               | 0               | -             | -             | 3            | 0            | 37        | 3         |
| 1999–00             | Aston Villa            | Premier League        | 29           | 1            | 4               | 0               | 5             | 3             | -            | -            | 38        | 4         |
| 2000–01             | Aston Villa            | Premier League        | 32           | 6            | 1               | 0               | 1             | 0             | 2            | 0            | 36        | 6         |
| 2001–02             | Aston Villa            | Premier League        | 29           | 2            | 1               | 0               | 2             | 0             | 7            | 2            | 38        | 4         |
| 2002–03             | Aston Villa            | Premier League        | 27           | 4            | 1               | 0               | 3             | 0             | 4            | 0            | 35        | 4         |
| 2003–04             | Aston Villa            | Premier League        | 32           | 2            | 1               | 0               | 4             | 0             | -            | -            | 37        | 2         |
| 2004–05             | Aston Villa            | Premier League        | 29           | 5            | 1               | 0               | 2             | 0             | -            | -            | 32        | 5         |
| 2005–06             | Aston Villa            | Premier League        | 16           | 1            | 2               | 0               | 1             | 0             | -            | -            | 19        | 1         |
| 2006–07             | Aston Villa            | Premier League        | 1            | 0            | -               | -               | -             | -             | -            | -            | 1         | 0         |
| 2006–07             | Stoke City             | Championship          | 28           | 3            | -               | -               | -             | -             | -            | -            | 28        | 3         |
| 2007–08             | Sheffield United       | Championship          | 12           | 2            | 1               | 0               | 1             | 0             | -            | -            | 14        | 2         |
| 2007–08             | Leicester City         | Championship          | 9            | 1            | -               | -               | -             | -             | -            | -            | 9         | 1         |
| 2008–09             | Sheffield United       | Championship          | 5            | 0            | 4               | 1               | 2             | 1             | -            | -            | 12        | 2         |
| 2008–09             | Blackpool              | Championship          | 6            | 0            | -               | -               | -             | -             | -            | -            | 6         | 0         |
| 2009–10             | Derby County           | Championship          | 9            | 0            | 1               | 0               | -             | -             | -            | -            | 10        | 0         |
| 2009–10             | Brighton & Hove Albion | League One            | 8            | 0            | -               | -               | -             | -             | -            | -            | 8         | 0         |
| 2010–11             | Bradford City A.F.C.   | League Two            | 7            | 2            | 1               | 0               | -             | -             | -            | -            | 8         | 2         |
| Indonesia           | Indonesia              | Indonesia             | Giải vô địch | Giải vô địch | Piala Indonesia | Piala Indonesia | League Cup    | League Cup    | Châu Á       | Châu Á       | Tổng cộng | Tổng cộng |
| 2011                | Bandung F.C.           | Liga Primer Indonesia | 7            | 1            | -               | -               | -             | -             | -            | -            | 7         | 1         |
| Tổng cộng           | Anh                    | Anh                   | 335          | 35           | 27              | 1               | 21            | 4             | 19           | 2            | 404       | 42        |
| Tổng cộng           | Indonesia              | Indonesia             | 7            | 1            | -               | -               | -             | -             | -            | -            | 7         | 1         |
| Tổng cộng sự nghiệp | Tổng cộng sự nghiệp    | Tổng cộng sự nghiệp   | 342          | 36           | 27              | 1               | 21            | 4             | 19           | 2            | 411       | 43        |